# Rutama
Rutama är ett vattendrag i Burundi.   Det ligger i provinsen Ngozi, i den norra delen av landet, 100 kilometer nordost om huvudstaden Bujumbura.
Omgivningarna runt Rutama är huvudsakligen savann. Runt Rutama är det tätbefolkat, med 511 invånare per kvadratkilometer.